# Ear Falls
Ear Falls to gmina (ang. township) w Kanadzie, w prowincji Ontario, w dystrykcie Kenora.
Powierzchnia Ear Falls to 330,96 km². Według danych spisu powszechnego z roku 2001 Ear Falls liczyła 1150 mieszkańców (3,47 os./km²). W 2011 roku było to 1026 osób, a w 2016 995 osób.